# تراندوتری سودیان
تراندوتری سودیان (انگلیسی: Saudia Roundtree؛ زادهٔ ۴ اکتبر ۱۹۷۶) بازیکن بسکتبال، و سرمربی (بسکتبال) اهل ایالات متحده آمریکا است.